# Narella gilchristi
Narella gilchristi is een zachte koraalsoort uit de familie Primnoidae. De koraalsoort komt uit het geslacht Narella. Narella gilchristi werd in 1911 voor het eerst wetenschappelijk beschreven door Thomson. 